# 拉法维耶尔
拉法维耶尔（法語：La Favière，法語發音：[la favjɛʁ]）是法国汝拉省的一个市镇，属于隆斯勒索涅区。

## 地理
拉法维耶尔（46°45'10"N, 6°1'59"E）面积2.78 平方千米，位于法国勃艮第-弗朗什-孔泰大區汝拉省，该省份为法国东部内陆省份，北起上索恩省，西北接科多尔省，西临索恩-卢瓦尔省，南至安省，东与杜省和瑞士接壤。
与拉法维耶尔接壤的市镇（或旧市镇、城区）包括：比莱屈、孔特、吉卢瓦、诺兹鲁瓦、里镇。

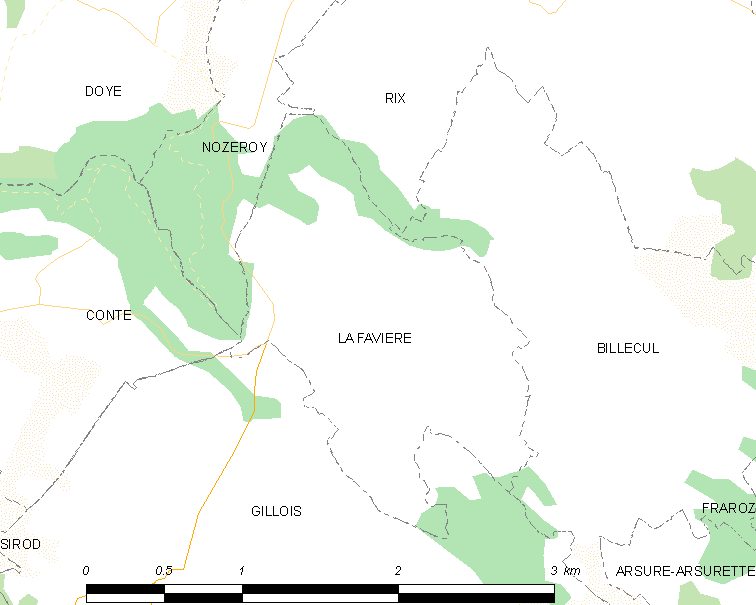
拉法维耶尔的OSM定位图

拉法维耶尔的时区为UTC+01:00、UTC+02:00（夏令时）。

## 行政
拉法维耶尔的邮政编码为39250，INSEE市镇编码为39221。

## 政治
拉法维耶尔所属的省级选区为圣洛朗昂格朗沃县。

## 人口

1962-2008年间拉法维耶尔人口变化图示

拉法维耶尔于2022年1月1日时的人口数量为32人。